# Johan Nikolaus Pouget
Johan Nikolaus Pouget, född 1687 i Stockholm, död där 1735, var en svensk kyrkoherde med bakgrund som romersk-katolsk präst.

## Biografi
Pouget reste 1698 till jesuitseminariet i Linz för att tillsammans med fyra andra svenska katolska pojkar skolas och utbildas till katolsk präst, i en plan utformad av jesuiten Martin Gottseer för att förse Sverige med katolska präster. Året därpå anlände gruppen till Rom. Pouget prästvigdes 1709 samt blev 1712 både teologie och filosofie doktor. Han var sedan vice pastor i Utrecht samt kanonikus och legationspredikant i Hamburg och Köpenhamn, tills han 1719 i Lübeck övergick till lutherdomen då han menade sig ha funnit att Luther hade rätt lära om rättfärdiggörelsen.
I Lübeck erhöll han predikorätt och blev predikant i en församling. År 1724 reste han till Malmö där han utnämndes till andre pastor vid tyska församlingen och samma år blev prästvigd en andra gång, till luthersk präst, i Lund. År 1729 kallades Pouget till komminister vid den fransk-lutherska församlingen i Stockholm och 1731 till kyrkoherde i Stockholms Katarina församling.
Pouget skildras som en särdeles begåvad och omtyckt predikant, lärd och skicklig dialektiker samt kunnig i flera språk.